# Ulu Mahuam
Ulu Mahuam is een bestuurslaag in het regentschap Labuhan Batu Selatan van de provincie Noord-Sumatra, Indonesië. Ulu Mahuam telt 4728 inwoners (volkstelling 2010).